# سكرتير التنسيق
في الحكومةالسريلانكية سكرتير التنسيق هو عضو بارز من الموظفين الشخصيين للرئيس أو رئيس الوزراء أو زير مجلس الوزراء أو نائب وزير. ويتم التعيين ضمن قوة الوزير وقد يكون أو لا يكون خادمًا مدنيًا، وبالتالي يعتبر معينًا سياسيًا.
وأمين التنسيق هو عادة من مستوى الإدارة الوسطى لكن، وحيث أنه المسؤول الرئيسي عن نشر قرارات الوزراء والواقع بصفته أمين معلومات الوزراء، ودورهم هو ذو أهمية أكبر بكثير من الصف أو المستوى الذي يوحي به منصبهم. وستتم مساعدتهم بمساعد واحد أو أكثر، أو حتى رئيسٍ لمكتب كامل حيث قد يكونون كتبة القسم.
وأمناء التنسيق هم الرابط الأساسي بين وزراء الحكومة والمسؤولين في الوزارة. ويكون لديه المسؤولية الشاملة عن تنسيق وضع سياسة اختصاص مجلس الوزراء، وضمان أن يتم تنفيذ أهداف الوزراء بوضوح وبالكامل من قبل الإدارة. وفي هذا الصدد، يكون أمين التنسيق في مكانة تمكنه من النقاش مع زملاء أقدم منه كثيرًا.
يوجد دور مماثل لأمين التنسيق في الإدارة الأمريكية وهو "رئيس الأركان"، ونظيره البريطاني هو السكرتير الخاص.